# Alessandro Verdi
Alessandro Verdi (San Pellegrino Terme, 26 agosto 1947) è uno scultore, disegnatore e medaglista italiano.

## Biografia
Nel 1961 Verdi comincia a lavorare in un laboratorio di marmi di Bergamo. Incontra lo scultore Piero Brolis che dal 1963 al 1967 lo accoglie nel suo studio, svelandogli i segreti dell'arte della scultura. Contemporaneamente, frequenta i corsi serali di nudo presso l'Accademia Carrara di Bergamo. Nel 1980 organizza la sua prima mostra personale a San Pellegrino Terme cui faranno seguito altre personali a Bergamo, in Italia e all'estero.
Nel 1988 è vincitore del concorso per la realizzazione della grande statua di Papa Giovanni XXIII nel Duomo di Bergamo, a cui seguiranno varie committenze soprattutto a carattere religioso e monumentale. Fra le tante, figurano due grandi medaglioni con San Giovanni XXIII e con lo stemma papale per la città di Sofia in Bulgaria (1992) e il busto del Vescovo Enrico Bartolucci (1998) ad Esmeraldas in Ecuador. Nel 2003 esegue i bassorilievi per le Suore di San Francesco di Sales (Padova) e nel 2006 l'altare per il Duomo di Tortona e i bassorilievi in marmo per le Suore della Carità (Roma). Nel corso della sua produzione artistica come scultore, degni di particolare considerazione sono gli altari e gli amboni per le chiese di Imbersago (1999), Robbiano (2000), Legnanello (2002) e Cesano Maderno (2009).
Ha anche creato numerose sculture di figure femminili come Ballerina (1983), L'attesa (1993), Nudo disteso (1997), Penelope (2005) e Didone (2010).
Esperto medaglista, è vincitore di importanti concorsi: quello indetto dal Comitato Nazionale UCAI in collaborazione con il Ministero dei Beni Culturali per il 550 anniversario della morte del Beato Angelico (2005) e quello internazionale della medaglia "FIDEM at 70" (2007). Per la Città del Vaticano realizza le quattro medaglie degli evangelisti per la monetizzazione 2006/2009.
A coronamento del suo ruolo di medaglista, dal 2016 parte delle medaglie da lui realizzate si trovano presso la sezione numismatica dei Musei Vaticani. 
Vive e lavora a Valbrembo (Bergamo).